# Cérémonie d'ouverture des Jeux olympiques de la jeunesse d'hiver de 2016

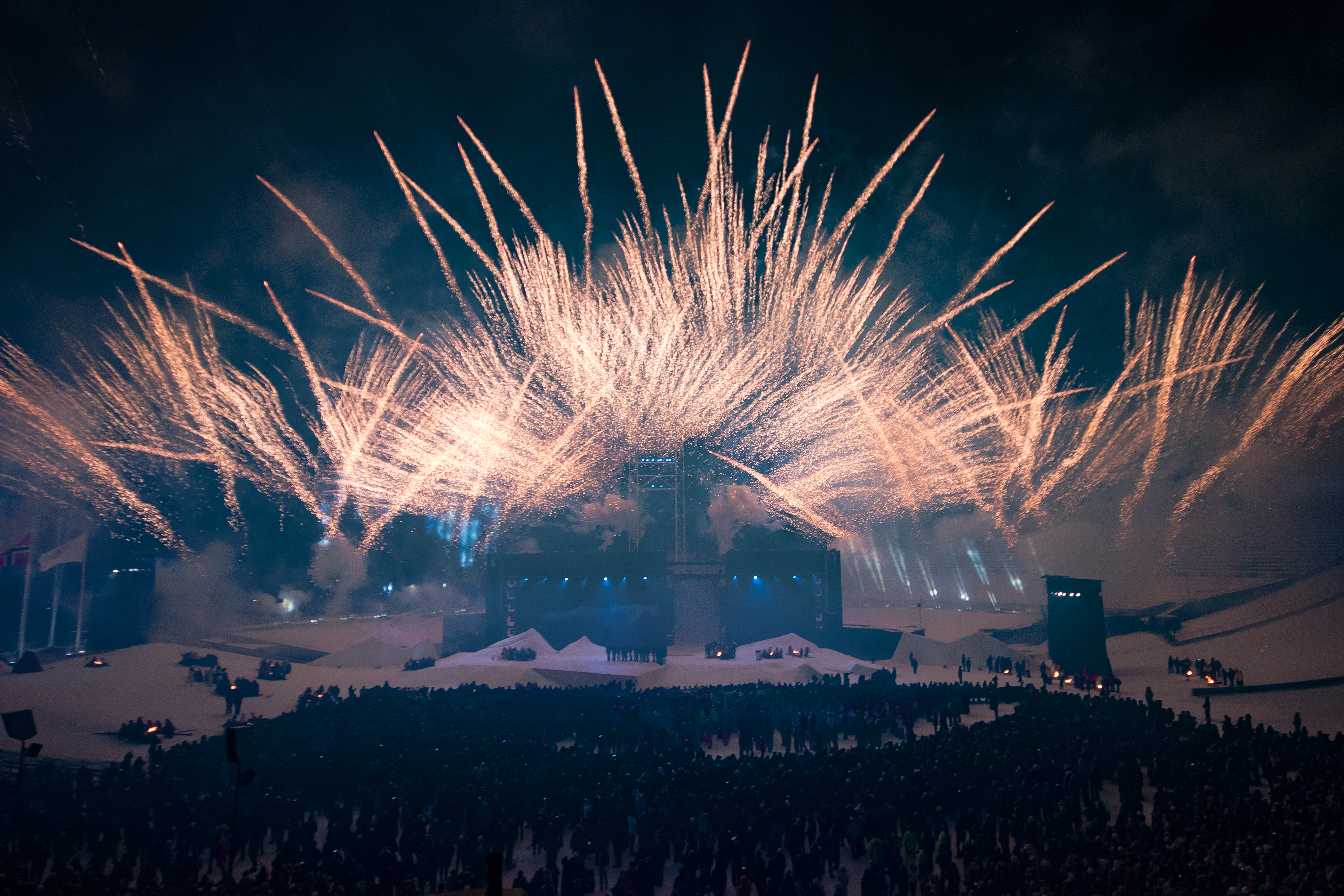
Feu d'artifice lors de la cérémonie.

La cérémonie d'ouverture des Jeux olympiques de la jeunesse d'hiver de 2016 a eu lieu le 12 février 2016 aux tremplins de Lysgårds à Lillehammer, en Norvège. Elle marque le début de la deuxième édition des Jeux olympiques de la jeunesse d'hiver (JOJ d'hiver). C'est la deuxième fois que ces tremplins accueillent une cérémonie d'ouverture olympique, la première fois étant en 1994, lors des Jeux olympiques d'hiver de Lillehammer. Elle a débuté à 19 heures (heure locale).
La cérémonie était nommée en anglais « The Boy who wanted the world » et sous-titrée « A contemporary Norwegian fairy tale », soit respectivement en français « Le Garçon qui voulait le monde » et « Un conte norvégien contemporain »

## Organisation
Le spectacle a été mis en scène par Sigrid Strøm Reibo, directrice du Théâtre national d'Oslo,. Le directeur de la musique était Peter Baden, également responsable du thème de ces JOJ, Go Beyond, Creat Tomorrow, interprété par Mo et Sirius. Le rôle principal de la cérémonie est tenu par un jeune garçon âgé de 16 ans, Eilif Hellum Noraker, qui avait déjà eu des expériences au cinéma. Parmi les 700 participants, seuls huit danseurs sont professionnels, tous les autres participants sont volontaires. La cérémonie s'ouvre après une première partie assurée par deux volontaires et par Mo et Sirius, qui ont interprété le thème des JOJ. 13 000 spectateurs ont assisté à la cérémonie.

## Tableaux
Comme le veut la tradition des cérémonies d'ouverture, le spectacle est divisé en plusieurs tableaux, entrecoupés par la partie protocolaire. Les titres des tableaux étaient en anglais « Creation », « Play », « Spectacular spectators », « Dream », « Workout » et « Reigniting the spark », que l'on peut respectivement traduire en français par « Création », « Joue » (ou « Jeu »), « Spectateurs spectaculaires », « Rêve », « Entraînement » et « Rallumer l'étincelle ».

### Création
La cérémonie s'ouvre sur une chorégraphie interprétée par des danseurs habillés tels des étincelles, tandis que défilent en vidéo les représentations des cinq continents, avec des illustrations de paysages et de monuments caractéristiques. Il s'ensuit un ballet représentant un couple amoureux et aboutissant à la naissance du personnage principal du spectacle. Ce dernier a déjà une paire de skis aux pieds, référence humoristique à la maxime qui veut que les Norvégiens naissent les skis aux pieds.

### Partie protocolaire
Après l'entrée de Harald V, roi de Norvège et de Thomas Bach, président du Comité international olympique, le drapeau norvégien est porté par six volontaires de la région de Lillehammer, puis il est levé tandis que l'hymne norvégien est chanté par 200 choristes.
Les athlètes entrent ensuite dans l'enceinte des tremplins en ordre dispersé, contrairement aux Jeux olympiques, où ceux-ci défilent par nation. Les drapeaux de chacune des 71 nations participantes sont ensuite présentés un à un dans l'ordre alphabétique norvégien.
Après les discours de la présidente du LYOCOG (Comité d'organisation des Jeux olympiques de la jeunesse de Lillehammer), Siri Hatlen, et de Thomas Bach, qui souligne « la superbe hospitalité » de la ville hôte, ce dernier invite cinq jeunes athlètes provenant des cinq continents à s'exprimer sur leur amour des JOJ. Harald V proclame ensuite l'ouverture des Jeux olympiques de la jeunesse de Lillehammer.
Le drapeau olympique entre ensuite dans l'enceinte des tremplins, portés par six athlètes reconnus.
| Athlètes             | Nationalité  | Sport               |
| -------------------- | ------------ | ------------------- |
| Kim Yuna             | Corée du Sud | Patinage artistique |
| Espen Bredesen       | Norvège      | Saut à ski          |
| Éric Alard           | France       | Bobsleigh           |
| Anita Moen           | Norvège      | Ski de fond         |
| Bjørn Dæhlie         | Norvège      | Ski de fond         |
| Stine Lise Hattestad | Norvège      | Ski acrobatique     |

Ces sportifs reconnus transmettent le drapeau olympique à six jeunes athlètes norvégiens. Il s'agit de Anna Odine Strøm (saut à ski), Ane Farstad (short track), Ena Marie Nystrøm (hockey sur glace), Vebjørn Hegdal (ski de fond), Fredrik Bucher-Johansen (biathlon) et Herman Møller Johansen (Snowboard). Le serment olympique est prêté pour les entraîneurs par Sandra Alise Lyngstad (ski de fond), par Maia Ramsfjell (curling) pour les athlètes et par Thomas Pettersen (hockey sur glace) pour les juges. Tous trois sont également Norvégiens.
La levée du drapeau olympique clôt cette partie protocolaire. L'hymne olympique est chanté par un chœur en utilisant la même traduction en norvégien que lors des Jeux olympiques d'hiver de 1994.

### Joue

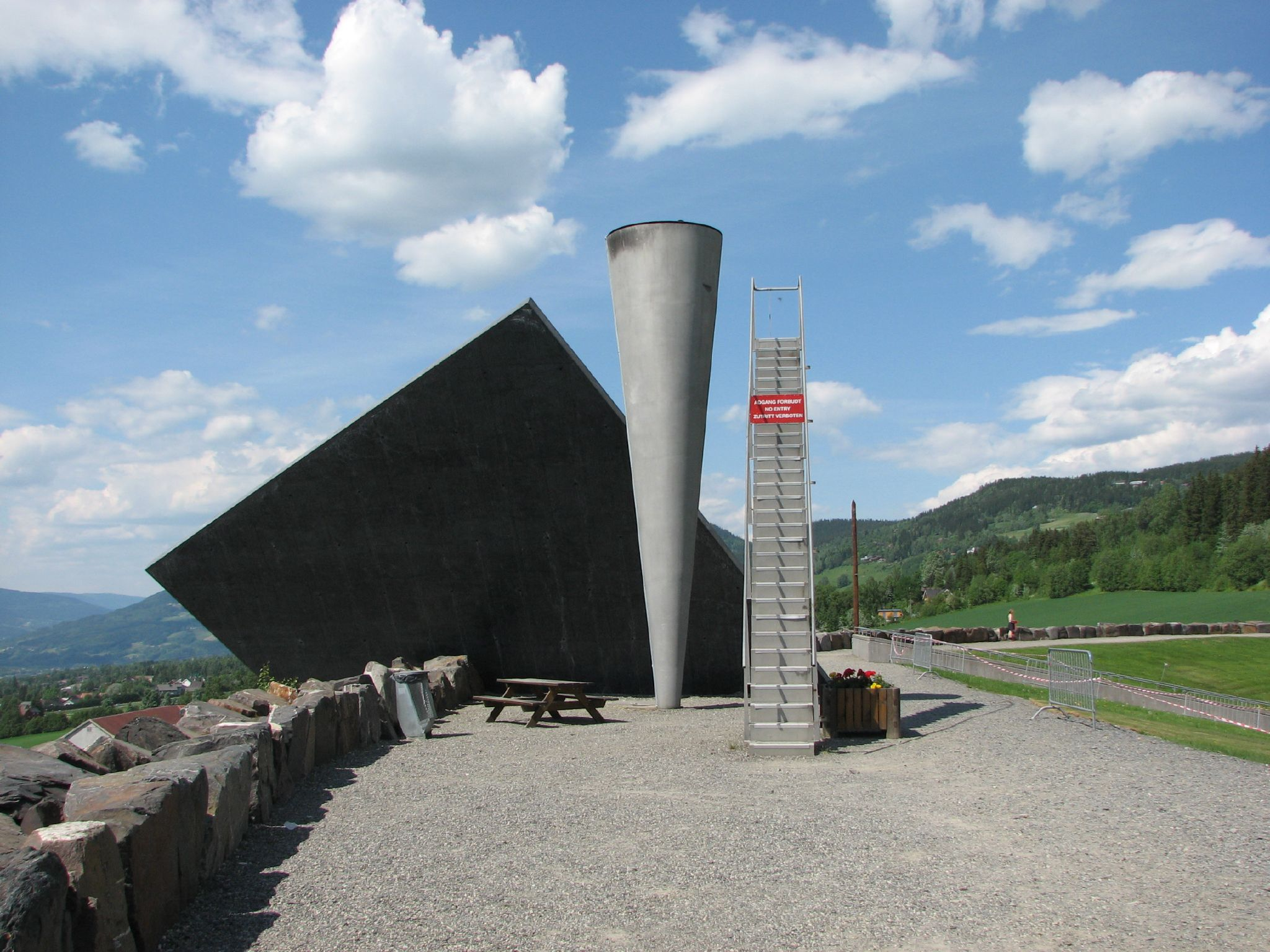
Vasque olympique aux tremplins de Lysgårds.

La cérémonie se poursuit par l'arrivée sur scène de gymnastes, danseurs, cheerleaders et autres freerunners qui créent une émulation ensemble et entraînent le jeune garçon, né au début du spectacle, avec eux. Ce dernier est animé de joie, se prend au jeu, et imite les mouvements des sports de ces JOJ.
Cette scène montre le bonheur associé à la pratique d'un sport ; elle s'inscrit donc dans cette démarche voulue par le CIO qui vise à faire baisser l'obésité chez les jeunes en les incitant à pratiquer une activité physique.

### Spectateurs spectaculaires
De nombreux spectateurs dont le jeune garçon assistent, tous équipés de leur drapeau norvégien, à une course de ski de fond, alternant entre euphorie et encouragement au passage des athlètes et calme lorsqu'ils ne sont pas sur scène. Ce cycle est appuyé par l'enchaînement du jour et de la nuit.
Un clin d'œil est fait à Oddvar Brå. Le fondeur norvégien participe à la représentation en jouant son propre rôle, lui qui avait remporté la course des 15 km lors des Championnats du monde de ski nordique de 1982 à Oslo après avoir cassé son bâton à la fin du parcours. Une référence est donc faite à cet évènement qui est devenu si célèbre en Norvège qu'un dicton dit « Où étais-tu quand Brå cassa son bâton ? ».
Le tableau se clôt par l'envol d'un parapente depuis le tremplin.

### Rêve
Inspiré par les exploits sportifs des Norvégiens, le jeune garçon se met lui aussi à rêver. Les étincelles qui sont apparues au début de la cérémonie reviennent sur scène et entament une danse à laquelle il se joint. Cela montre sa volonté de se surpasser afin d'atteindre le meilleur niveau : c'est l'ambition d'un jeune garçon plein de rêves et d'espoir.

### Entraînement
À son réveil, le jeune garçon s'entraîne au ski de fond, accompagné de trente autres fondeurs. Travaillant dur pour s'améliorer, il se rend vite compte de la difficulté d'atteindre le niveau qu'il s'était fixé. Confronté à une nouvelle difficulté, représentée par une montée abrupte, celui-ci est dans l'incapacité de la surmonter, retenu par un élastique. Désespéré et démotivé, il décide dans un excès de rage d'abandonner ce sport qu'il aimait tant et jette ses skis au sol.
Dans le même temps, des skieurs alpins et de télémark, ainsi que des skieurs acrobatiques, dévalent la pente du tremplin et exécutent des figures devant les spectateurs.

### Rallumer l'étincelle, arrivée de la flamme olympique

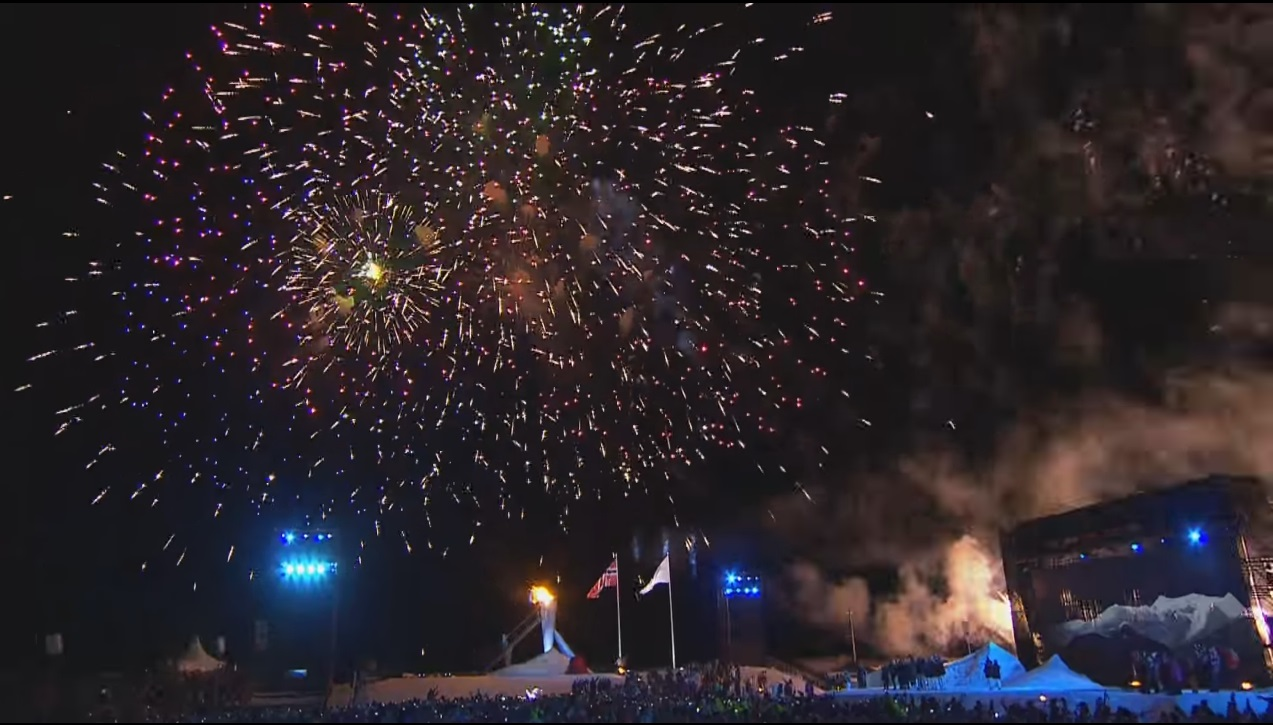
Feu d'artifice après l'allumage de la vasque olympique.

Totalement attristé par son échec, le jeune garçon retrouve soudain espoir en apercevant son idole, Marit Bjørgen, portant la torche olympique. Alors qu'une foule se réunit joyeusement autour de foyers allumés grâce à la flamme olympique, le jeune garçon exulte, comme si le feu avait rallumé la fameuse étincelle qui lui faisait défaut après qu'il a abandonné le ski de fond. Marit Bjørgen transmet la torche au jeune garçon, qui lui-même la remet à la princesse Ingrid Alexandra de Norvège. Comme son père, Haakon de Norvège, aux Jeux olympiques de 1994, c'est elle qui marque l'ouverture de ces deuxièmes Jeux olympiques d'hiver de la jeunesse en allumant la vasque olympique.

## Diffusion
La cérémonie a été diffusée en Norvège par la NRK, télévision nationale norvégienne. En France, c'est la chaîne France 4 qui la retransmet, avec les commentaires d'Alexandre Boyon et de Carole Montillet.